# جاده شاهی (بازی تاج‌وتخت)
«جاده شاهی» (به انگلیسی: The Kingsroad) دومین اپیزود از فصل اول سریال بازی تاج‌وتخت است که در تاریخ ۲۴ آوریل ۲۰۱۱ از شبکه اچ‌بی‌او پخش شد. این قسمت توسط دیوید بنیاف و دی. بی. وایس نوشته شده و تیم وان پاتن کارگردانی آن را بر عهده داشته است.